# Cooperación Regional del Océano Índico

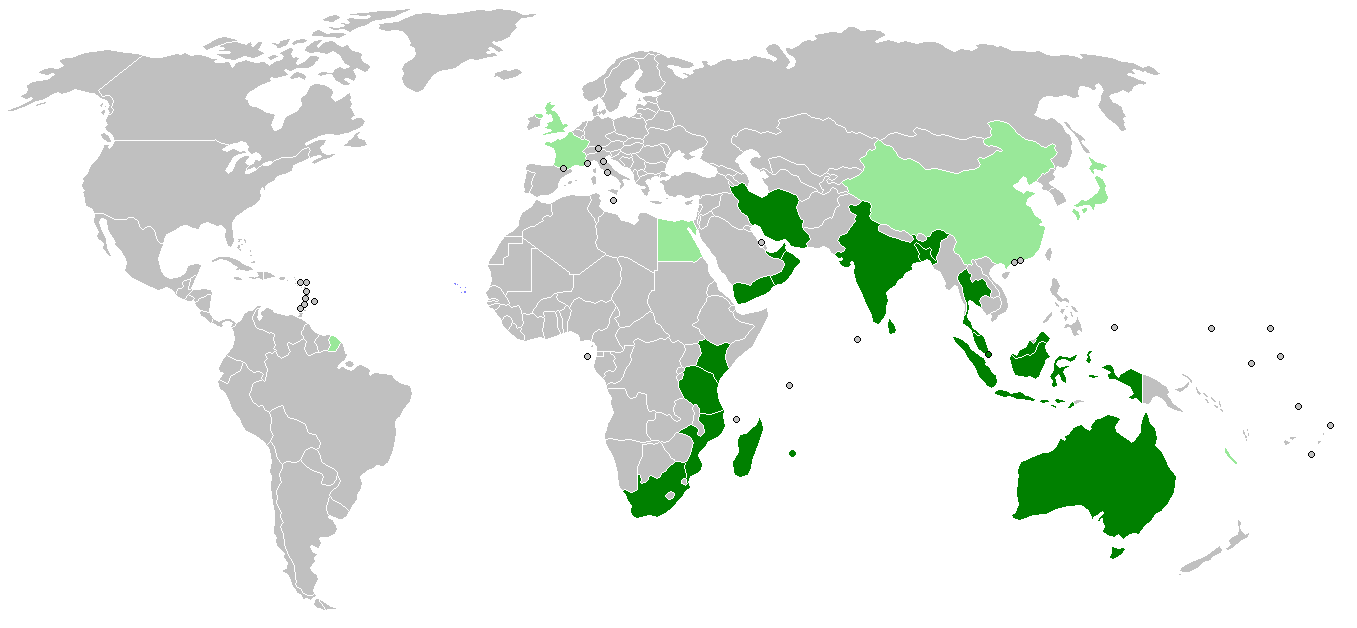
Estados miembros de la IOR-ARC
Socios de diálogo de la IOR-ARC

La Cooperación Regional del Océano Índico (IOR-ARC), inicialmente conocida como la Iniciativa de la Cuenca del Océano Índico, es una organización internacional con 19 Estados miembros. Se estableció por primera vez en Mauricio en marzo de 1995 y lanzado formalmente el 6-7 de marzo de 1997.
Esta asociación difunde información sobre el comercio y los regímenes de inversión, con el fin de ayudar a la comunidad empresarial de la región a entender mejor los obstáculos al comercio y la inversión en la región. Estos intercambios de información se han destinado a servir de base para ampliar el comercio dentro de la región.

## Miembros

### Los miembros del pleno
| Miembros del Pleno     | Fecha de Adhesión  |
| ---------------------- | ------------------ |
| Australia              | marzo de 1995      |
| Bangladés              | marzo de 1999      |
| La India               | marzo de 1995      |
| Indonesia              | septiembre de 1996 |
| Irán                   | marzo de 1999      |
| Kenia                  | marzo de 1995      |
| Madagascar             | septiembre de 1996 |
| Malasia                | septiembre de 1996 |
| Mauricio               | marzo de 1995      |
| Mozambique             | septiembre de 1996 |
| Omán                   | marzo de 1995      |
| Seychelles             | noviembre de 2011  |
| Singapur               | marzo de 1995      |
| Sudáfrica              | marzo de 1995      |
| Sri Lanka              | septiembre de 1996 |
| Tanzania               | septiembre de 1996 |
| Tailandia              | marzo de 1999      |
| Emiratos Árabes Unidos | marzo de 1999      |
| Yemén                  | septiembre de 1996 |

Seychelles se unió en marzo de 1999, pero se retiró en julio de 2003. Se reincorporó a noviembre de 2011 como el miembro n° 19.

### Los socios del Diálogo
Los países con el estatus de socios de diálogo son:
- China
- Egipto
- Francia
- Japón
- Reino Unido

Tanto China como el Reino Unido han sido aceptados como miembros interlocutores en el Consejo Especial de Ministros reunidos en Omán en enero de 2000. Turquía ha solicitado la condición de socio de diálogo. Esta aplicación se aplazó en espera de aclaraciones sobre los criterios de participación. La Organización del Turismo del Océano Índico está en condición de observador. Estados Unidos ha solicitado la condición de socio de diálogo.

## Objetivos
Los objetivos de IOR-ARC son los siguientes:
1. Promover el crecimiento sostenible y el desarrollo equilibrado de las regiones y los Estados miembros.
2. Centrarse en aquellas áreas de cooperación económica que proporcionan el máximo de oportunidades para el desarrollo, comparten intereses y beneficios mutuos.
3. Promover la liberalización, eliminar los obstáculos y reducir las barreras hacia un flujo más libre y más enérgica de los bienes, los servicios, las inversiones y la tecnología dentro de la cuenca del Océano Índico.

## Actividades
Los miembros de IOR-ARC llevan a cabo proyectos relacionados con:
- La cooperación económica para la facilitación del comercio y la liberalización
- La promoción de la inversión extranjera
- El intercambio científico y tecnológico
- El turismo
- El movimiento de personas físicas y proveedores de servicios sobre una base no discriminatoria
- El desarrollo de la infraestructura y recursos humanos
- El alivio de la pobreza
- La promoción del transporte marítimo y asuntos relacionados
- La cooperación general en los siguientes ámbitos: 
  - Comercio
  - Pesca
  - Investigación
  - Acuicultura
  - Educación
  - Energía
  - Informática
  - Salud
  - Protección del medio ambiente
  - Agricultura
  - Gestión de desastres

Los proyectos se llevan a cabo bajo el auspicio de 3 diferentes grupos de trabajo. Estos son:
- Grupo de Trabajo sobre Comercio e Inversión (WGTI)
- Foro de Negocios de la Cuenca del Océano Índico (IORBF)
- Grupo Académico de la Cuenca del Océano Índico (IORAG)

La Asociación mantiene una reunión del Consejo de Ministros, una vez cada dos años. Los grupos de trabajo con representantes empresariales y académicos para asegurar que los diferentes puntos de vista e intereses se reflejen plenamente en el programa de trabajo de la IOR-ARC.

## Foros e Instituciones
- Consejo de Ministros (COM)
- Comité de Altos Funcionarios (CSO)
- Foro de Negocios de la Cuenca del Océano Índico (IORBF)
- Grupo Académico de la Cuenca del Océano Índico (IORAG)
- Grupo de Trabajo sobre Comercio e Inversiones (WGTI)
- Grupo de Trabajo de Alto Nivel de la IOR-ARC